# Anselmo Francesco di Thurn und Taxis
Anselmo Francesco di Thurn und Taxis (Bruxelles, 30 gennaio 1681 – Bruxelles, 8 novembre 1739) fu principe di Thurn und Taxis tra il 1714 e il 1739, nonché Maestro Generale di Posta del Sacro Romano Impero.

## Biografia
Anselmo Francesco era il figlio maggiore del Principe Eugenio Alessandro di Thurn und Taxis e di Anna Adelaide di Fürstenberg-Heiligenberg. Venne battezzato il 30 gennaio 1681 presso la chiesa di Notre Dame du Sablon a Bruxelles.
Sotto il governo dell'Imperatore Carlo VI, Anselmo Francesco ottenne di poter fondare una sede postale a Bruxelles, riuscendo dal 1725 a organizzare un funzionale sistema postale per tutti i Paesi Bassi austriaci. Per meglio controllare i propri traffici, nel 1729 decise di iniziare a Francoforte sul Meno la costruzione del Palazzo Thurn und Taxis, in stile barocco, che occupò come residenza fissa dal 1737 sebbene non ancora terminato e malgrado le opposizioni del concilio cittadino che vedeva il dilungarsi delle opere di costruzione. Questo stesso palazzo venne terminato poi da suo figlio e fu in seguito residenza di Karl Theodor von Dalberg durante gli anni della sua reggenza della Confederazione del Reno e poi palazzo ufficiale dell'Assemblea Federale dal 1815 al 1866.
Recatosi a Bruxelles nel 1739, venne improvvisamente colto da morte e venne sepolto nella cattedrale di Bruxelles di Notre Dame de Sablon, dove era stato battezzato alla sua nascita.

## Matrimonio e figli
Anselmo Francesco sposò Maria Ludovica Anna di Lobkowicz, figlia di Ferdinando Augusto Leopoldo, principe di Lobkowicz, duca di Sagan e di sua moglie Maria Anna Wilhelmine Margravia di Baden-Baden, il 10 gennaio 1703.
La coppia ebbe i seguenti figli:
- Alessandro Ferdinando, Principe di Thurn und Taxis (1704-1773)
- Maria Filippina Eleonora (1705-1706)
- Maria Augusta (1706-1756), sposò Carlo I Alessandro di Württemberg
- Cristiano Adamo Egon (1710-1745)

## Titoli
- 1681-1695: Sua Altezza Serenissima il conte ereditario di Thurn und Taxis
- 1695 - 21 febbraio 1714: Sua Altezza Serenissima il Principe Ereditario di Thurn und Taxis
- 21 febbraio 1714 - 8 novembre 1739: Sua Altezza Serenissima il Principe di Thurn und Taxis

## Ascendenza
|                                              |                                       |                                            | Genitori                                   |  |  | Nonni |  |  | Bisnonni              |  |  | Trisnonni         |  |
|                                              |                                       |                                            |                                            |  |  |       |  |  | Leonardo II de Tassis |  |  | Lamoral de Tassis |  |
|                                              |                                       |                                            |                                            |  |  |       |  |  | Leonardo II de Tassis |  |  | Lamoral de Tassis |  |
|                                              |                                       | Genoveffa de Tassis                        |                                            |  |  |       |  |  | Leonardo II de Tassis |  |  |                   |  |
| Lamoral Claudio Francesco di Thurn und Taxis |                                       |                                            |                                            |  |  |       |  |  | Leonardo II de Tassis |  |  |                   |  |
|                                              |                                       | Alessandrina de Rye                        | Philibert de Rye de Balançon               |  |  |       |  |  |                       |  |  |                   |  |
|                                              |                                       | Alessandrina de Rye                        | Philibert de Rye de Balançon               |  |  |       |  |  |                       |  |  |                   |  |
|                                              |                                       | Alessandrina de Rye                        | Claudine de Tournon-Roussillon             |  |  |       |  |  |                       |  |  |                   |  |
| Eugenio Alessandro di Thurn und Taxis        |                                       | Alessandrina de Rye                        |                                            |  |  |       |  |  |                       |  |  |                   |  |
|                                              |                                       | Philippe Lamoraal van Horne                | Lamoral di Egmont                          |  |  |       |  |  |                       |  |  |                   |  |
|                                              |                                       | Philippe Lamoraal van Horne                | Lamoral di Egmont                          |  |  |       |  |  |                       |  |  |                   |  |
|                                              |                                       | Philippe Lamoraal van Horne                | Sabina del Palatinato-Simmern              |  |  |       |  |  |                       |  |  |                   |  |
| Anna Franziska Eugenie van Hornes            |                                       | Philippe Lamoraal van Horne                |                                            |  |  |       |  |  |                       |  |  |                   |  |
|                                              |                                       | Dorothée Jeanne de Ligne-Arenberg          | Carlo d'Arenberg                           |  |  |       |  |  |                       |  |  |                   |  |
|                                              |                                       | Dorothée Jeanne de Ligne-Arenberg          | Carlo d'Arenberg                           |  |  |       |  |  |                       |  |  |                   |  |
|                                              |                                       | Dorothée Jeanne de Ligne-Arenberg          | Anne Isabelle de Croÿ                      |  |  |       |  |  |                       |  |  |                   |  |
| Anselmo Francesco di Thurn und Taxis         |                                       | Dorothée Jeanne de Ligne-Arenberg          |                                            |  |  |       |  |  |                       |  |  |                   |  |
|                                              | Egon VIII di Fürstenberg-Heiligenberg | Federico di Fürstenberg-Heiligenberg       |                                            |  |  |       |  |  |                       |  |  |                   |  |
|                                              | Egon VIII di Fürstenberg-Heiligenberg | Federico di Fürstenberg-Heiligenberg       |                                            |  |  |       |  |  |                       |  |  |                   |  |
|                                              | Egon VIII di Fürstenberg-Heiligenberg | Elisabetta di Sulz                         |                                            |  |  |       |  |  |                       |  |  |                   |  |
| Ermanno Egon di Fürstenberg-Heiligenberg     | Egon VIII di Fürstenberg-Heiligenberg |                                            |                                            |  |  |       |  |  |                       |  |  |                   |  |
|                                              |                                       | Anna Maria di Hohenzollern-Hechingen       | Giovanni Giorgio di Hohenzollern-Hechingen |  |  |       |  |  |                       |  |  |                   |  |
|                                              |                                       | Anna Maria di Hohenzollern-Hechingen       | Giovanni Giorgio di Hohenzollern-Hechingen |  |  |       |  |  |                       |  |  |                   |  |
|                                              |                                       | Anna Maria di Hohenzollern-Hechingen       | Francesca di Salm-Neufville                |  |  |       |  |  |                       |  |  |                   |  |
| Anna Adelaide di Fürstenberg-Heiligenberg    |                                       | Anna Maria di Hohenzollern-Hechingen       |                                            |  |  |       |  |  |                       |  |  |                   |  |
|                                              |                                       | Federico Rodolfo di Fürstenberg-Stühlingen | Christoph II von Fürstenberg               |  |  |       |  |  |                       |  |  |                   |  |
|                                              |                                       | Federico Rodolfo di Fürstenberg-Stühlingen | Christoph II von Fürstenberg               |  |  |       |  |  |                       |  |  |                   |  |
|                                              |                                       | Federico Rodolfo di Fürstenberg-Stühlingen | Dorothea von Sternberg                     |  |  |       |  |  |                       |  |  |                   |  |
| Maria Francesca di Fürstenberg-Stühlingen    |                                       | Federico Rodolfo di Fürstenberg-Stühlingen |                                            |  |  |       |  |  |                       |  |  |                   |  |
|                                              |                                       | Anna Magdalene von Hanau-Lichtenberg       | Giovanni Reinardo I di Hanau-Lichtenberg   |  |  |       |  |  |                       |  |  |                   |  |
|                                              |                                       | Anna Magdalene von Hanau-Lichtenberg       | Giovanni Reinardo I di Hanau-Lichtenberg   |  |  |       |  |  |                       |  |  |                   |  |
|                                              |                                       | Anna Magdalene von Hanau-Lichtenberg       | Maria Elisabeth von Hohenlohe-Neuenstein   |  |  |       |  |  |                       |  |  |                   |  |
|                                              |                                       | Anna Magdalene von Hanau-Lichtenberg       |                                            |  |  |       |  |  |                       |  |  |                   |  |